# Zuid-Afrikaanse parlementsverkiezingen 2004
De Zuid-Afrikaanse parlementsverkiezingen van 2004 vonden op woensdag 14 april 2004 plaats.

Het Afrikaans Nationaal Congres (ANC) van president Thabo Mbeki, aan de macht sinds 1994, behaalde voor de derde keer op rij een grote verkiezingsoverwinning. Het ANC kreeg 69,7% van de stemmen, goed voor 279 van de 400 zetels in de Nationale Vergadering. Naast het ANC was de voornamelijk voor blanke kiezers gesteunde Democratische Alliantie (DA) die 12,37% van de stemmen kreeg, goed voor 50 zetels. De grote verliezer was de Nuwe Nasionale Party (NP, Nieuwe Nationale Partij) van Marthinus van Schalkwyk. De NNP, voortgekomen uit de Apartheidspartij Nasionale Party (NP, Nationale Partij), kreeg maar 1,65% van de stemmen en kwam op 7 zetels uit. Ten opzichte van de parlementsverkiezingen van 1999 verloor de NNP 21 zetels. Veel vroegere (blanke) NNP-stemmers waren ontevreden over de alliantie van de NNP met het ANC. De conservatieve Zoeloe-partij Inkatha Freedom Party (IFP, Inkatha Vrijheidspartij) van chief Mangosuthu Buthelezi verloor 6 zetels en kwam uit op 28 zetels in de nieuwen Nationale Vergadering.
Als gevolg van de overwinning van het ANC werd president Thabo Mbeki zonder problemen als president herkozen door de Nationale Vergadering.
Het ANC ging een coalitie aan met de NNP van Van Schalkwyk. De IFP, sinds 1994 coalitiegenoot - en voornaamste rivaal - van het ANC, bleef buiten de regering. In augustus 2005, ruim een jaar na de verkiezingen, ging de NNP op in het ANC.

## Uitslag
| Partij | Partij                                  | stemmen    | %      | zetels    |
| ------ | --------------------------------------- | ---------- | ------ | --------- |
|        | ANC                                     | 10.880.915 | 69,69% | 279 (+13) |
|        | Democratic Alliance                     | 1.913.201  | 12,37% | 50 (+12)  |
|        | Inkatha Freedom Party                   | 1.088.664  | 6,96%  | 28 (-6)   |
|        | United Democratic Movement              | 355.717    | 2,28%  | 9 (-5)    |
|        | Independent Democrats                   | 269.765    | 1,7%   | 7 (+7)    |
|        | Nuwe Nasionale Party/New National Party | 257.824    | 1.65%  | 7 (-21)   |
|        | Africa Christian Democratic Party       | 250.272    | 1,60%  | 7 (+1)    |
|        | Vryheidsfront Plus/Freedom Front Plus   | 139.465    | 0,89%  | 4 (-)     |
|        | United Christian Democratic Party       | 117.792    | 0,75%  | 3 (-)     |
|        | Pan-Afrikaans Congres                   | 113.512    | 0,73%  | 3 (-)     |
|        | Minority Front                          | 55.267     | 0,35%  | 2 (+1)    |
|        | Azanian Peoples's Organisation          | 39.116     | 0,25%  | 1 (-)     |
|        | Christian Democratic Party              | 17.619     | 0,11%  | 0 (-)     |
|        | Nasionale Aksie/National Action         | 15.804     | 0,10%  | 0 (-)     |
|        | Peace and Justice Congress              | 15.187     | 0,10%  | 0 (-)     |
|        | Socialist Party of Azania               | 14.853     | 0,10%  | 0 (-)     |
|        | New Labour Party                        | 13.318     | 0,09%  | 0 (-)     |
|        | United Party                            | 11.889     | 0,08%  | 0 (-)     |
|        | Employment Movement of South Africa     | 10.446     | 0,07%  | 0 (-)     |
|        | The Organisation Party                  | 7.531      | 0,05%  | 0 (-)     |
|        | Keep it Straight and Simple             | 6.514      | 0,04%  | 0 (-)     |
| Totaal | Totaal                                  | 15.612.671 | 100%   | 400       |

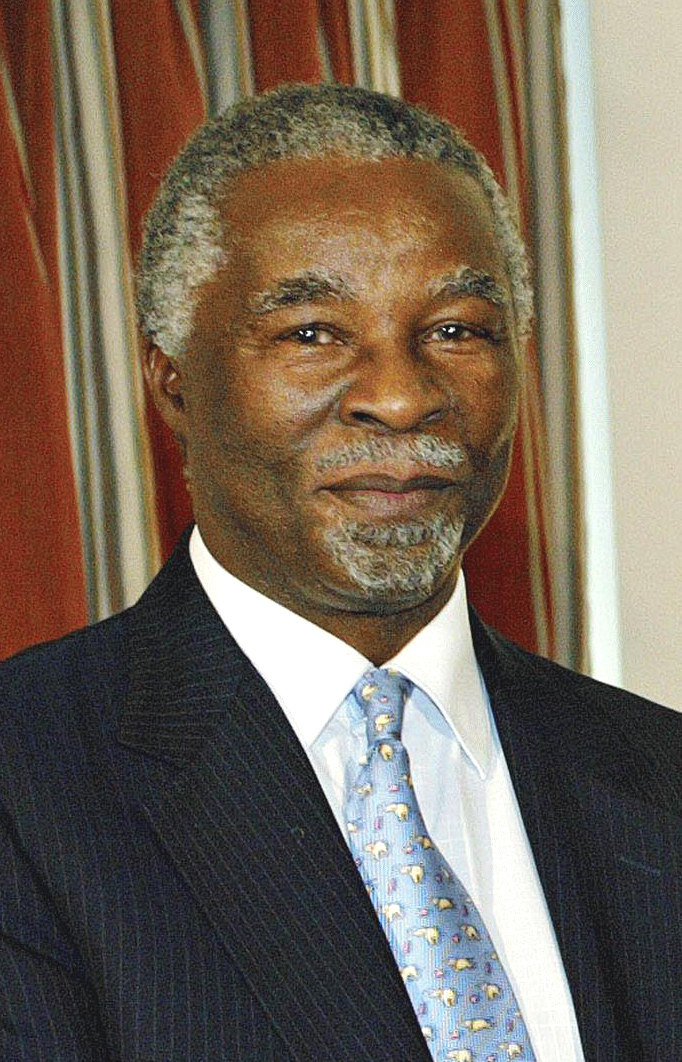
Thabo Mbeki
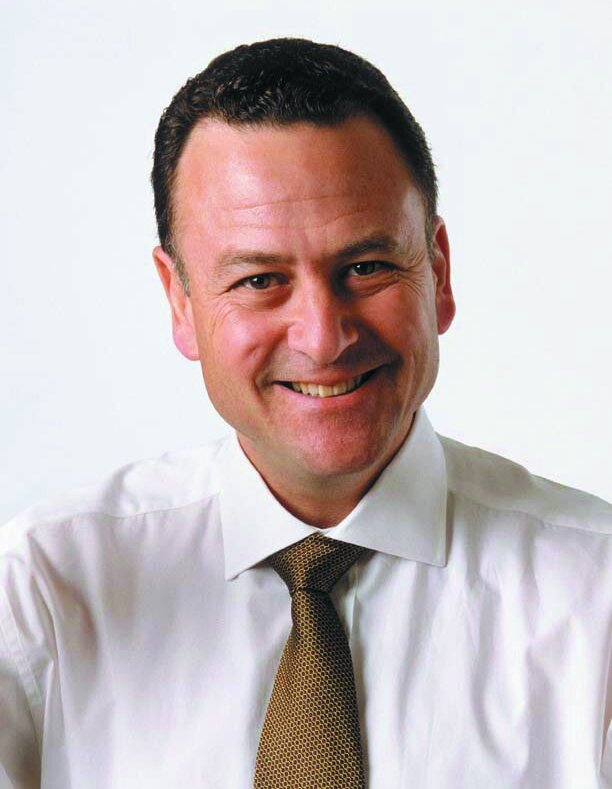
Tony Leon
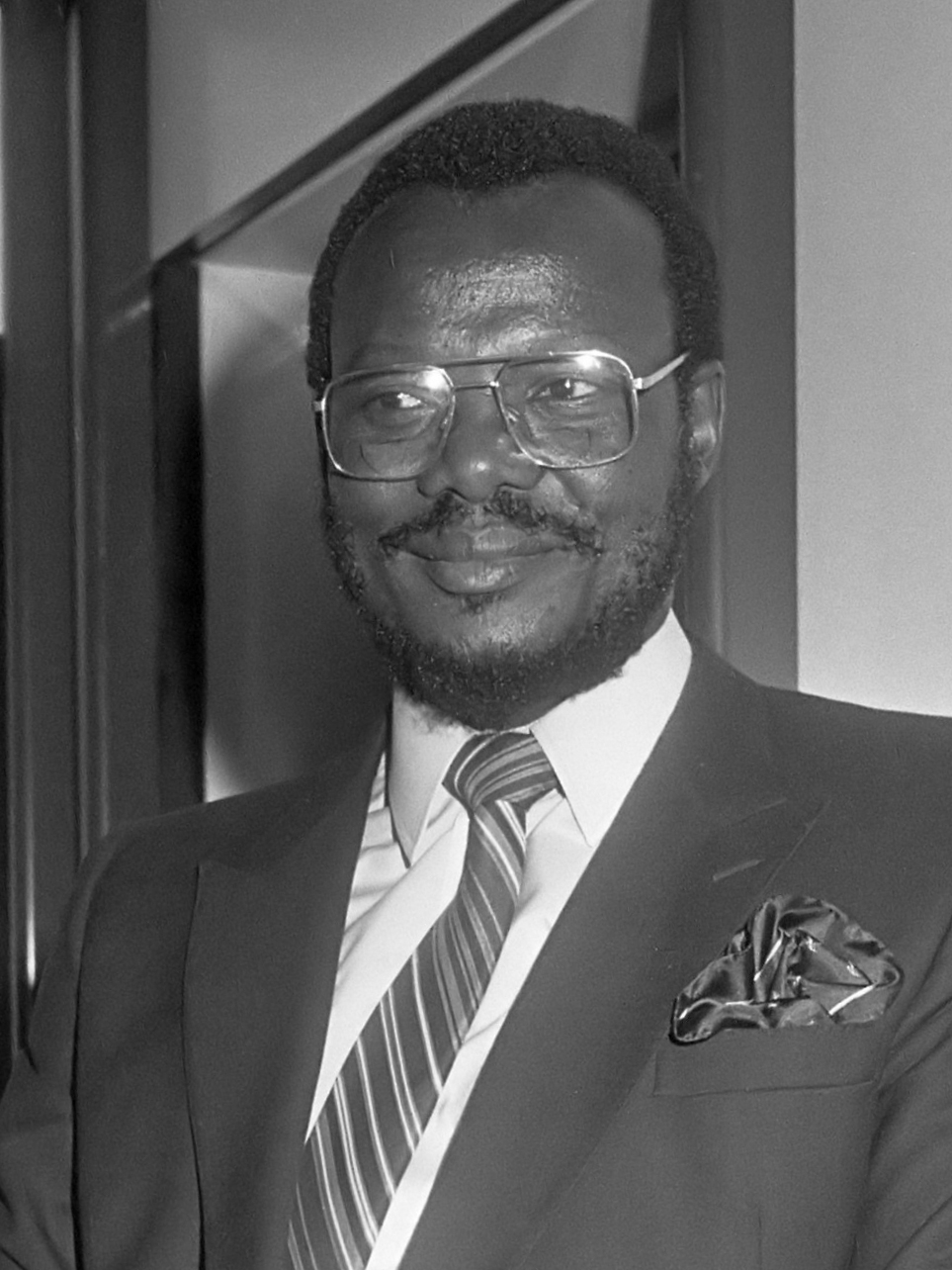
Mangosuthu Buthelezi